# Big & Small
Big & Small è una serie televisiva destinata ai bambini in età prescolare. Big & Small è una coproduzione fra Kindle Entertainment e 3J's Productions, prodotta in associazione con BBC, Treehouse TV e Studio 100. Dopo l'enorme successo internazionale della prima stagione, una seconda è stata commissionata dalla BBC.
Lo show racconta le vicende quotidiana di Big e Small, due pupazzi, entrambi interpretati da Lenny Henry. Big è un'enorme creatura di colore viola di natura pacifica e premurosa, mentre Small è un'energetica e vivacissima creatura di colore arancione e di piccole dimensioni. Gli altri personaggi nella serie sono invece interpretati da Imelda Staunton. Big & Small Online, una sezione di CBeebies Online, ha vinto il Children's BAFTA nel 2009 come migliori contenuti interattivi.
La serie in Italia è andata in onda su Playhouse Disney. Il doppiaggio italiano è stato eseguito presso la Dream & Dream di Milano sotto la direzione di Marcello Cortese e Federico Danti. I fonici di mix sono Enzo Caterino e Michele Conti mentre la post-produzione video è stata affidata a Simone Benetti.